# قره‌خضر (لیلان)
قره‌خضر، روستایی در دهستان لیلان غربی بخش مرکزی شهرستان لیلان در استان آذربایجان شرقی ایران است. این روستا، مرکز دهستان لیلان غربی است.

## جمعیت
بر پایه سرشماری عمومی نفوس و مسکن در سال ۱۳۹۵، جمعیت این روستا برابر با ۱٬۸۱۳ نفر (۵۶۵ خانوار) بوده‌است.